# Lauren Ash
Lauren Ash (Belleville, 4 febbraio 1983) è un'attrice e doppiatrice canadese È famosa soprattutto per aver fatto parte del cast principale nella serie tv Superstore (serie televisiva) nelle vesti dell'eccentrica Vice Direttrice Dina Fox. Dal 2023 al 2024, è stata inoltre tra le protagoniste della serie tv comedy Non sono ancora morta fino alla cancellazione..

## Filmografia

### Attrice

#### Cinema
- Camille, regia di Gregory Mackenzie (2007)
- Lars e una ragazza tutta sua (Lars and the Real Girl), regia di Craig Gillespie (2007)
- Dirty Singles, regia di Alex Pugsley (2014)
- Il superpoliziotto del supermercato 2 (Paul Blart: Mall Cop 2), regia di Andy Fickman (2015)
- The Disaster Artist, regia di James Franco (2017)

#### Televisione
- Super Fun Night – serie TV, 17 episodi (2013-2014)
- Another Period – serie TV, 9 episodi (2015)
- Superstore – serie TV, 113 episodi (2015-2021)
- Non sono ancora morta (Not Dead Yet) – serie TV, 23 episodi (2023-2024)

### Doppiatrice
- She-Ra e le principesse guerriere – serie animata, 30 episodi (2018-2020)

## Doppiatrici italiane
Nelle versioni in italiano delle opere in cui ha recitato, Lauren Ash è stata doppiata da:
- Federica De Bortoli in Non sono ancora morta
- Emanuela Damasio in The Disaster Artist
- Valeria Vidali in Super Fun Night
- Paola Majano in Superstore

Da doppiatrice è sostituita da:
- Gemma Donati in She-Ra e le principesse guerriere